# Don't Know What to Tell Ya
Don't Know What to Tell Ya  è una canzone R&B con influenze egiziane della cantante Aaliyah, scritta da Timbaland e Static Major e prodotta da Timbaland. Pubblicata nel 2003, la canzone è il secondo e ultimo singolo estratto da I Care 4 U per il solo mercato asiatico ed europeo, mentre per il mercato americano l'ultimo singolo estratto è Come Over.

## Descrizione
La canzone parla di una relazione interrotta e contiene sample del brano Batwanness Beek della cantante algerina Warda Al-Jazairia e di No Respect del rapper Kool Moe Dee. In questa canzone Aaliyah esprime il suo punto di vista di come un uomo non riesca a fidarsi della propria ragazza e di come continui a paragonarla alla sua precedente ragazza Don't compare me.

## Video musicale
Il video musicale di Don't Know What to Tell Ya è stato diretto da Bill Schacht e include diverse scene della maggior parte dei video di Aaliyah. Si è piazzato nella Top 5 su MTV Base ed MTV Germany. Ci sono due versioni del video, una per il mercato inglese e una per il mercato tedesco.

## Cover
La cantante francese Assia registrò una cover della canzone che è stata poi inserita nel suo album Le Prix Pour t'aimer del 2005.

## Tracce
US 12" single
1. "Don't Know What to Tell Ya" [edit version]
2. "Don't Know What to Tell Ya" [Handcuff Remix]
3. "Miss You" [music video]

European CD single
1. "Don't Know What to Tell Ya" [radio edit]
2. "Don't Know What to Tell Ya" [Thomas Eriksen Mix]
3. "Don't Know What to Tell Ya" [Intenso Project Remix]
4. "Don't Know What to Tell Ya" [album version]

## Classifiche
| Classifica (2003) | Posizione massima |
| ----------------- | ----------------- |
| Australia         | 34                |
| Francia           | 49                |
| Germania          | 1                 |
| Irlanda           | 45                |
| Paesi Bassi       | 57                |
| Regno Unito       | 22                |
| Svizzera          | 30                |